# 143-й отдельный танковый батальон
143-й отдельный танковый батальон — воинская часть Вооруженных сил СССР в Великой Отечественной войне. Батальон сформирован в 1941 году. 
В действующей армии с 9 декабря 1941 года по 10 марта 1942 года.
15 марта 1942 года включён в состав 113-й танковой бригады и переименован в 317-й отдельный танковый батальон.

## История
143-й отдельный танковый батальон начал формироваться на основании Директивы НКО № 107сс от 23.11.1941 года.
Батальон сформирован в 1941 году. 
В действующей армии с 9 декабря 1941 года.
1 декабря 1941 года был получен приказ по войскам Калининского фронта, согласно которому 31-я армия, усиленная стрелковыми дивизиями и полками тяжёлой артиллерии, перегруппировывалась на левое крыло для наступления на Калинин.
4 декабря в распоряжение 31-й армии прибыл 57-й понтонно-мостовой батальон, целью которого было обустройство паромных переправ через Волгу. Однако выяснилось, что при устоявшейся температуре около −25 организовать паромную переправу невозможно. Было решено переправлять танки по понтонам двумя трассами, основной у деревни Оршино и в 200 метрах выше основной при толщине льда 20-25 см; длина каждой трассы составляла 350 метров.
5 декабря, по приказу Верховного Главнокомандующего, началось большое сражение в районе города Калинина. Задача, поставленная перед командованием фронта, заключалась не только в том, чтобы занять Калинин, разгромить калининскую группировку немцев, но и выйти в тыл вражеским частям, действовавшим против Москвы.
Главный удар в центре — через Волгу наносили 256-я, 119-я и 5-я стрелковые дивизии, плотность артиллерии — всего 45 орудий на 1 км фронта прорыва. В 11 часов 5 декабря перешли в наступление части генерала Масленникова, занимавшие оборону северо-западнее Калинина. В 13 часов началось наступление с северо-востока частей генерала Юшкевича. На атаку советских войск немцы ответили ураганным миномётным и пулемётным огнём. Через полтора часа от начала наступления группа наших войск, прорвав немецкую оборону, овладела окраиной деревни Старая-Константиновка. Соединения генерала Горячева, сосредоточившись на левом берегу Волги, днём форсировали реку, заставили замолчать береговые вражеские орудия и ворвались в деревню Пасынково, совхоз Власьево, перерезав тем самым шоссе Москва — Ленинград, восточнее Калинина.
В ожесточённых боях 5 декабря войска 31-й армии, преодолевая сопротивление противника, прорвали передовую линию обороны гитлеровцев перекрыли шоссе Москва-Клин и продвинулись вперед на 4-5 км. Они вплотную приблизились к линии Октябрьской железной дороги, освободили 15 населённых пунктов, создав угрозу коммуникациям 9-й немецкой армии.
Чтобы остановить продвижение войск 31-й армии противник перебросил на это направление две пехотные дивизии. Начались напряжённые кровопролитные бои с переменным успехом. Росли потери личного состава, но несмотря на возросшее сопротивление, 119-я дивизия освободила 8 декабря станцию Чуприяновка.
Тем временем, к утру 7 декабря переправы через Волгу были готовы. По ним были переправлены танки 143-го и 159-го танкового батальона, после переправы вступившие в бой за Эммаус.
В ходе Калининской наступательной операции был придан для усиления 361-й стрелковой дивизии, вёл бои у деревень Петрухново, Бела, Белый Бор в Старорусском районе

### Боевые эпизоды в военных мемуарах
361-я стрелковая дивизия усиливалась 1-м и 3-м дивизионами 360-го артиллерийского полка, 103-м гвардейским миномётным дивизионом и 143-м танковым батальоном.

1204-й полк, действуя на правом фланге на направлении главного удара, должен был овладеть опорными пунктами Разлипиха, Ериха, Елизаветино, в дальнейшем наступать в направлении Конышково, Павлушково. Полк усиливался 143-м танковым батальоном— Василевский А.А.:21-я гвардейская
143-й танковый батальон предназначался для прорыва обороны противника совместно со стрелковыми подразделениями 1204-го полка. Предусматривалось, что с выходом 1204-го полка в район Павлушково танковый батальон переподчиняется вводимому в бой 1200-му полку. Исходные позиции ему были указаны южнее Дмитровское, которое он должен был занять с началом артиллерийской подготовки.
В ночь на 31 декабря 1941 года обходящий отряд в составе 143-го танкового батальона и роты автоматчиков 1202 стрелкового полка 361-й стрелковой дивизии скрытно выдвинулся в исходный район — Девонисово — против открытого фланга противника, а с рассветом, следуя по маршруту Девонисово — Стренево, вышел в район Дворцы, где был встречен организованным ружейно-пулемётным и миномётным огнём противника. Оставив взвод автоматчиков 1202 стрелкового полка 361-й стрелковой дивизии для разгрома противника в Дворцах, обходящий отряд на больших скоростях двинулся на юг и неожиданно для противника ворвался в район Степино и Луковниково.

## Подчинение
| Дата            | Фронт (округ)     | Армия      | Корпус | Дивизия                                        | Примечания |   |
| --------------- | ----------------- | ---------- | ------ | ---------------------------------------------- | ---------- | - |
| 08.12.1941 года | Калининский фронт | 31-я армия | -      | -                                              | -          |   |
| 24.12.1941 года | Калининский фронт | 39-я армия | -      | 361-я стрелковая дивизия (придан для усиления) | -          | - |